# Turk
Turk je  12. najbolj pogost priimek v Sloveniji, ki ga je po podatkih Statističnega urada Republike Slovenije na dan 31. decembra 2007 uporabljalo 3.526 oseb, na dan 1. januarja 2011 pa 3.520 oseb.

## Znani nosilci priimka
- Alojz Turk (1893—1944), literarni zgodovinar
- Alojz Turk, zdravnik, častni občan Postojne
- Alojzij Turk (1909—1995), beograjski nadškof
- Andrej Turk, pevec skupine Martin Krpan
- Angel Turk (1906—?), kulturni delavec
- Anton Turk – več znanih ljudi
- Antoneta Turk, baletna plesalka
- Bojan Turk (*1939), agronom in politik
- Boris Turk (*1964), biokemik, univ. prof.
- Boštjan J. Turk (*196_?), pravnik, publicist
- Boštjan M. Turk (*1967), literarni zgodovinar, francist, politični publicist
- Danilo - Joco Turk (1912—1991), igralec
- Dejan Turk (*1968?), sociolog, menedžer
- Dušan Turk (*1959), biokemik, univ. prof.?
- Dušanka Mičetić Turk (*1947), profesorica MF UM, pediatrinja, znanstvenica
- Ernest Turk (1895—1979), zgodovinar
- Eva Turk, evolucijska biologinja
- Eva Turk (*1978), strokovnjakinja za javno zdravstvo, prof. na Norveškem
- France Turk (1885—1926), igralec, gledališčnik
- Frank Turk (1911—1996), angleški biolog, entomolog
- Glavko Turk (1938—1993), gledališki in radijski igralec, režiser
- Goran Turk (*1963), gradbenik, univ. prof.
- Hugon Turk (1870—1956), veterinar
- Ivan Turk (1930—2020), ekonomist, univ. profesor
- Ivan (Janez) Turk (*1946), paleolitski arheolog
- Ivo Turk (*1930), elektrotehnik
- Iztok Turk (*1963), pankovski in elektro-pop glasbenik, producent in skladatelj
- Jakob Turk (1872—1935), agrokemik, strokovnjak za travništvo
- Jernej Turk (*1962), agronom, prof. UM
- Josip Turk (1865—1937), organizator gasilstva
- Josip Turk (1895—1951), teolog, cerkveni zgodovinar
- Josip (Miloš) Turk (1929—2021), zdravnik internist, prof. MF UL
- Jože Turk (1937—2004), kegljavec
- Juš Turk (*1933), novinar, urednik in prevajalec
- Katja Turk, industrijska oblikovalka (Adria Mobil)
- Katja Turk (*1998), nogometašica
- Lavoslava Turk (1895—1979), pisateljica
- Lida Turk Debeljak/Debelli (1938—2015), urednica in publicistka
- Luka Turk (*1986), plavalec
- Marija Turk (*1944), agronomka, sadjarka
- Marja Bešter Turk (*1961), slovenistka in jezikoslovka
- Marko Turk (1920—1999), industrijski oblikovalec (elektronskih naprav)
- Martin Turk (*1978), filmski režiser
- Martin Turk (*2003), nogometaš
- Matjaž (Matija) Turk (1938—2023), igralec, scenograf
- Milena Turk, srbska političarka slovenskega porekla?
- Miran Turk (1932—1995), gospodarstvenik
- Mojca Turk, arhitektka, oblikovalka razstav (3-D)
- Peter Turk (1874—1944), frančiškan, misijonar na Kitajskem
- Peter Turk (*1965), arheolog
- Primož Turk, ekonomist/filozof?
- Radomir Turk (*1944), metalurg, univ. prof.
- Rajko Turk (1933—2014), zdravnik fiziater
- Robert Turk (*1957), biolog, naravovarstvenik
- Robert Turk, pravnik, dr. v ZDA, univ. prof.
- Rok Turk, avtomobilistični dirkač (rally voznik)
- Rudi Turk (1942—2017), zdravnik, direktor Splošne bolnišnice Maribor, 1. predsednik Rotary Mb, športni delavec
- Rudolf Turk (1907—1984), agrarni ekonomist, univ. profesor
- Simona Turk (*1967), zoologinja, speleobiologinja
- Sonja Šostar Turk (*1960), tekstilna tehnologinja, profesorica UM
- Srdan Turk (1920—1998), gradbenik, univ. profesor
- Teja Turk, (etno)muzikologinja
- Timotej Turk Dermastia (*1992), biolog
- Tom Turk (*1959), biolog, biokemik, univ. profesor
- Tomaž Turk (*1966), informatik, ekonomist, univ. prof.
- Valentina Turk (*195_?), biologinja
- Vera Boštjančič Turk (*1940), jezikovna šolnica, prevajalka
- Vinko Turk (1920—1946), partizan, likovni umetnik, slikar, pevec
- Vito Turk (*1937), biokemik, univ. prof., akademik, častni član IJS
- Zdravko Turk (1904—1991), gozdarski strokovnjak, univ. profesor
- Zmago Turk (*1946), zdravnik revmtolog, akupunkturolog
- Žiga Turk (*1962), gradbenik, informatik, univ. profesor in politik